# Zator
Zator [ˈzatɔr] (tiếng Đức: Neuenstadt an der Schaue , Wymysorys: Naojśtaod) là một thị trấn cổ trên sông Skawa thuộc hạt Oświęcim, Voivodeship Ba Lan (từ 1999), nằm ở miền nam Ba Lan. Từ năm 1975 đến 1998, nó thuộc về Voelsodeship Bielsko-Biała. Đây là trụ sở hành chính của Gmina Zator. Theo dữ liệu từ ngày 31 tháng 12 năm 2008, Zator có khoảng 4779 người sinh sống.

## Mô tả
Thành phố, nằm trên sông Skawa, nổi tiếng với nghề nuôi cá, đặc biệt là cá chép và sự kiện định kỳ có tên là Zatorskie Dni Karpia. Zator là thành phố chính của Thung lũng cá chép.

## Lịch sử
Ban đầu là một phần của Lesser Ba Lan, khu vực này đã được Công tước Silesian Piast - Władysław của Opole mua lại bằng một thỏa thuận năm 1274 với Hoàng tử Ba Lan Bolesław V the Chaste. Zator sau đó thuộc về Công tước Thượng Silesian của Opole và sau cái chết của Władysław năm 1281, nó rơi vào tay Công tước Cieszyn. Nó đã nhận được đặc quyền thị trấn vào năm 1292.
Từ năm 1315, Zator thuộc về Công tước Oświęcim tách ra khỏi Cieszyn và vào năm 1445, thậm chí trở thành thủ đô của một công tước Piast theo đúng nghĩa của nó, Công tước Zator dưới quyền Công tước Wenceslaus I, một chư hầu của người boho. Cuối cùng nó đã về trở lại quyền Vương quốc Ba Lan, khi vào năm 1494, con trai của Wenceslaus, Jan V đã bán đất của mình cho vua John I Albert.
Từ năm 1564, Zator đã được hợp nhất vào Voivodeship của Krakow Ba Lan; trong quá trình phân vùng thứ nhất năm 1772 của Ba Lan, nó đã bị quân chủ Habsburg sáp nhập dưới thời Hoàng hậu Maria Theresa của Áo và sáp nhập vào Vương quốc Galicia và Lodomeria của Áo. Sau khi Áo Áo Hungary bị giải thể bởi Hiệp ước Saint-Germain Zator năm 1919 một lần nữa được sở hữu dưới quyền Ba Lan.
Trong Thế chiến II, Zator được sáp nhập vào Đức Quốc xã như một phần của tỉnh Thượng Silesia, và được giải phóng vào ngày 26 tháng 1 năm 1945.

## Địa điểm quan tâm
- Lâu đài Zator, thực sự là một cung điện, ban đầu với mục đích phòng thủ. Lâu đài có từ năm 1445. Nó được phân loại là Công trình tưởng niệm hạng nhất. Năm 1836, nó được gia đình The Potocki cải tạo hoàn toàn theo dự án của FM Lanci.[2]
- Nghĩa trang Do Thái, được thành lập vào giữa thế kỷ XIX. Có khoảng 50 viên đá được bảo quản, hầu hết trong số đó có một dòng chữ bằng tiếng Do Thái.
- Công viên giải trí Energylandia nằm ở Zator.[3]

## Những người đáng chú ý
- Roman Rybarski (1887 Từ1942), nhà kinh tế và chính trị gia

## Quan hệ quốc tế

### Twin town - Thành phố Chị em
Zator được kết nghĩa với: 
- Berekfürdő, Hungary
- Bojnice, Slovakia